# Дорчестер (округ, Мэриленд)
Округ Дорчестер (англ. Dorchester County) находится на Восточном берегу штата Мэриленд. Административный центр округа (county seat) — город Кеймбридж. Округ Дорчестер граничит с Делавэром на северо-востоке, округом Уайкомико на юго-востоке, округом Каролайн на севере и Чесапикским заливом на западе. В 2000 г., в округе проживало 30 674 человека. Округ назван в честь Эдуарда Сэквилла, графа Дорсет, близкого друга семьи Калвертов (основателей колонии Мэриленд).